# Isis gregorii
Isis gregorii är en korallart som beskrevs av Kükenthal 1924. Isis gregorii ingår i släktet Isis och familjen Isididae. Inga underarter finns listade i Catalogue of Life.